# Рене Совен
Рене Совен (фр. Rene Sauvain, 19 березня 1914, Трамлан — 18 липня 1985, Женева) — швейцарський футболіст, що грав на позиції півзахисника. Виступав, зокрема, за клуби «Янг Фелловз», «Серветт», «Лозанну», а також національну збірну Швейцарії. Дворазовий чемпіон Швейцарії і володар Кубка Швейцарії.

## Клубна кар'єра
Виступав у складі клубів «Біль-Б'єнн» і «Локарно».
В 1936—1939 роках грав за «Янг Фелловз» (Цюрих). В сезоні 1936/37 став бронзовим призером чемпіонату Швейцарії. Влітку 1937 року «Янг Фелловз» брав участь у Кубку Мітропи. Команда одразу ж вилетіла в 1/8 фіналу, але змогла нав'язати боротьбу більш статусній «Вієнні» з Австрії. У віденському матчі «Янг Фелловз» вів у рахунку, але все-таки програв 1:2. В матчі-відповіді швейцарці здобули перемогу 1:0, але Совен в цьому матчі не грав, як і в додатковому поєдинку, програному 0:2.
Сезон 1939/40 провів у клубі «Серветт», з яким став чемпіоном Швейцарії, зіграв 11 матчів і забив 3 голи. В наступному сезоні зіграв за команду лише в одному матчі.
Після цього два роки грав за «Кантональ Невшатель» і три за «Лозанна». В складі останніх зробив дубль у 1944 році. У фіналі кубка-1944 «Лозанна» обіграла з рахунком 3:0 «Базель». Ще раз зіграв у кубковому фіналі в 1946 році, але цього разу його клуб програв «Грассгопперу» (0:3).

## Кар'єра в збірній
Єдиний поєдинок у складі національної збірної Швейцарії зіграв в 1939 році. 12 лютого в Лісабоні швейцарці в товариському матчі здобули перемогу з рахунком 4:2 над Португалією.

## Статистика виступів

### Статистика виступів у Кубку Мітропи
| №                      | Розіграш               | Стадія                 | Дата та місце проведення | Команда 1              | Рахунок | Команда 2   | Голи |
| ---------------------- | ---------------------- | ---------------------- | ------------------------ | ---------------------- | ------- | ----------- | ---- |
| 1                      | 1937                   | 1/8                    | 13.06.1937 Відень        | Ферст Вієнна           | 2:1     | Янг Фелловз |      |
| Всього в Кубку Мітропи | Всього в Кубку Мітропи | Всього в Кубку Мітропи | Всього в Кубку Мітропи   | Всього в Кубку Мітропи | 1       |             | 0    |

## Титули і досягнення
- Чемпіон Швейцарії (2):

«Серветт»: 1939–1940
«Лозанна»: 1943–1944
- Володар Кубка Швейцарії (1):

«Лозанна»: 1943–1944